# South Waverly
South Waverly, est un borough situé au nord du comté de Bradford, en Pennsylvanie, aux États-Unis,. En 2010, il comptait une population de 1 027 habitants. Il est incorporé le 28 janvier 1878.

## Démographie
Lors du recensement de 2010, le borough comptait une population de 1 027 habitants. Elle est estimée, le 1er juillet 2019, à 1 007 habitants.

### Source de la traduction
- (en) Cet article est partiellement ou en totalité issu de l’article de Wikipédia en anglais intitulé « South Waverly, Pennsylvania » (voir la liste des auteurs).